# ポーカー・フェイス (レディー・ガガの曲)
「ポーカー・フェイス」（Poker Face）は、アメリカ合衆国のポップ歌手、レディー・ガガのデビュー・アルバム『ザ・フェイム』からの楽曲。プロデュースを前作に引き続きRedOneが担当しており、この楽曲はアルバムからのセカンド・シングルとしてリリースされた。歌は前作同様アップテンポのダンスソングであるが、より濃い音楽のトーンを持つ。歌の主要なテーマはバイセクシャリティとガガのロックンロールなボーイフレンド達に対しての賛辞である。歌詞はセックスの要素が含まれている。
「ポーカー・フェイス」は、ほとんどの批評家から肯定的な評価を受け、機械的なフックとコーラスを称賛された。歌は世界的な成功を収め、アメリカ、イギリス、オーストラリア、ニュージーランド、カナダと多くのヨーロッパ諸国を含む17カ国でチャート1位を記録した。「ポーカー・フェイス」はイギリスのチャート史で最もダウンロードされた歌である。ミュージック・ビデオでは様々なコスチュームを着て歌っていて、大邸宅でストリップ・ポーカーをするガガが描かれている。
歌は『アメリカン・アイドル』第8シーズンとFame Ball Tourで演奏された。ライブツアーでは泡をイメージした衣装を身に着けて、電子ヴァージョンを披露している。2016年の第50回スーパーボウルのハーフタイムショーでは2曲目に歌った。

## スタイルとインスピレーション

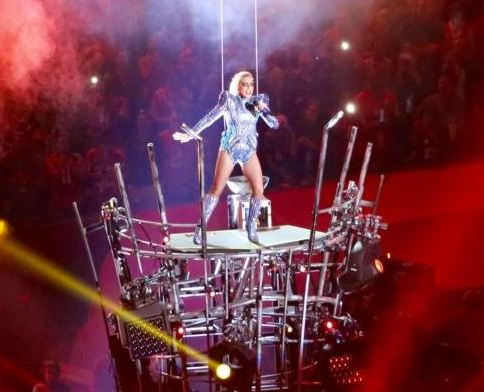
スーパーボウル・ハーフタイムショーでこの曲を歌うガガ。

「ポーカー・フェイス」はRedOneとレディー・ガガによって書かれ、RedOneがプロデュースしている。ガガはこの歌はポップスでロックンロール・ボーイフレンドに対する敬意を表したものだとインタビューで述べている。歌の主要なテーマがセックスとギャンブルであるとも述べた。イギリスの『デーリー・スター』のインタビューにおいて、「それは多くの異なるものについてである。私はギャンブルをする。しかし、私は本当にセックスと酒とギャンブルをする多くの人々ともデートをしたので、私は私のボーイフレンドのためにレコードを書きたかった」と述べた。『ローリング・ストーン』のインタビューにおいて歌詞の“bluffin' with my muffin”の意味を尋ねられたガガは、自身の陰部の比喩であると説明し、未発表曲の「ブルーベリー・キス」の中の一節 "Blueberry kisses, the muffin man misses them kisses" に由来していると明かした。
Fame Ball Tourのカリフォルニア州パームスプリングス公演で「ポーカー・フェイス」のパフォーマンスの後、彼女は歌の本当の意味を観客に説明した。ガガはバイセクシャルである自身の経験を扱うようことを提案した。男性に抱かれながらも他の女性のことを思い浮かべる女性が心で何を思っているのか理解するには、女性の「ポーカー・フェイス」を読む必要がある、というもの。

## 音楽構造と構成
「ポーカー・フェイス」はアップテンポのダンスソングであって、前作「ジャスト・ダンス」の流れを組む。「ジャスト・ダンス」が主にエレクトロポップであったのに対し、「ポーカー・フェイス」はダーク・サウンドと明瞭なボーカルのコーラスとポップフックを特徴とする。歌は毎分120拍の適度なテンポの4/4拍子であり、キーはAマイナー(イ短調)。ガガの声の範囲はG3からC5。歌はミディアムテンポの続くエレクトロコードの“Mum-mum-mum-mah”というフックから始まる。コードは“Am–F/A–G”、コーラス部分では“Am–F–C–G”という順序で続く。そして、ダンスミュージックのサウンドが続く。強力なビートはインストルメントとどもりフックから作り出される。
歌詞は全て性的な暗示とじらしについてである。『デーリー・スター』によると、コーラスは2つの歌詞を交互に繰り返す。“Can't read my Poker Face”の後にバックシンガーが“He's got me like nobody”と歌う。それから、“She's got me like nobody”という。BBCによると歌の中で歌われる“Mum-mum-mum-mah”はボニーMの1977年のヒット『ママ・ベーカー』をサンプリングしている。

## ミュージック・ビデオ
レイ・ケイが監督を務め、アンソニー・マンドラーが助監督を務めたミュージック・ビデオはビーウィン・ポーカーアイランドの贅沢な別荘で撮影された。ビーウィンはポーカー装置を提供し、お返しに使用期間を得た。ビデオは2008年10月22日に初公開された。大邸宅の例に漏れず、プールが備え付けられている。2匹のグレート・デーンが彼女のそばにおり、光るマスカレードマスクと黒いフルボディレオタードを着たガガがプールの中から現れるところからビデオがスタートする。彼女はマスクを捨てる、そして、歌を歌っているガガの顔の場面から始まる。この場面でガガは左頬に金属的ステッカーを貼っている。大邸宅のプールサイドで青緑色のレオタードを身に着けたガガとダンサーがビデオの中でフィーチャーされる。ガガはあらゆる男性と女性がストリップ・ポーカーゲームをしているパーティに出席する。全てのパーティの客が下着姿になってガガの周りで踊ったりキスをする。プールサイドには2匹のハールクイン・グレート・デーンと、おそらくビデオの中で彼女の使用人という設定の白いマネキンが何体かある。ビデオは“Mum-mum-mum-ma”
と詠唱しガガの顔のショットで終わる。

## 収録曲
オーストラリア・CDシングル
1. ポーカー・フェイス (Album Version) - 3:58
2. ジャスト・ダンス (Robots to Mars Remix) - 4:38

プロモ・CD
1. ポーカー・フェイス (Radio Mix) – 3:50
2. ポーカー・フェイス (Album Version) – 3:59
3. ポーカー・フェイス (Dave Aude Radio Mix) – 3:53
4. ポーカー・フェイス (Dave Aude Club Mix) – 8:13
5. ポーカー・フェイス (Dave Aude Club Dub) – 7:20

プロモ・CD - ラジオ・ミキシーズ
1. ポーカー・フェイス (Album Version) – 4:01
2. ポーカー・フェイス (Glam As You Radio Mix By Guena LG) – 3:51
3. ポーカー・フェイス (Dave Aude Radio Edit) – 3:49
4. ポーカー・フェイス (LGG Vs. GLG Radio Mix) – 4:06
5. ポーカー・フェイス (Jody Den Broeder Edit) – 4:21

プロモ・CD - クラブ・ミキシーズ
1. ポーカー・フェイス (Glam As You Club Mix By Guena LG) – 7:52
2. ポーカー・フェイス (Dave Aude Dub) – 7:27
3. ポーカー・フェイス (LGG Vs. GLG Club Mix) – 6:33
4. ポーカー・フェイス (Jody Den Broeder Remix) – 8:04
5. ポーカー・フェイス (Jody Den Broeder Dub) – 8:05

iTunes EP
1. ポーカー・フェイス (Space Cowboy Remix) - 4:54
2. ポーカー・フェイス (Dave Aude Remix) - 8:13
3. ポーカー・フェイス (Jody Den Broeder Remix) - 8:05

## チャート
| チャート（2008-2009年）          | 最高 順位 |
| -------------------------------- | --------- |
| Australian ARIA Singles Chart    | 1         |
| Austrian Singles Chart           | 1         |
| Belgian Singles Chart (Flanders) | 1         |
| Belgian Singles Chart (Wallonia) | 1         |
| Canadian Hot 100                 | 1         |
| Danish Singles Chart             | 1         |
| Dutch Top 40                     | 1         |
| Finnish Singles Chart            | 1         |
| French Singles Charts            | 1         |
| German Singles Chart             | 1         |
| Irish Singles Chart              | 1         |
| Italian Singles Chart            | 2         |
| New Zealand Singles Chart        | 1         |
| Norwegian Singles Chart          | 1         |
| Spanish Singles Chart            | 2         |
| Swedish Singles Chart            | 1         |
| Swiss Singles Chart              | 1         |
| UK Singles Chart                 | 1         |
| U.S. Billboard Hot 100           | 1         |
| U.S. Billboard Pop 100           | 1         |

### 売上とゴールド・ディスク
| 国             | 売上       | ゴールド・ディスク |
| -------------- | ---------- | ------------------ |
| オーストラリア | 210,000+   | トリプル・プラチナ |
| カナダ         | 240,000+   | 6xプラチナ         |
| イギリス       | 700,000+   | プラチナ           |
| アメリカ合衆国 | 4,005,000+ | 4xプラチナ         |

## リリース日一覧
| 国名                       | リリース日     |
| -------------------------- | -------------- |
| オセアニア、オーストラリア | 2008年9月29日  |
| ヨーロッパ、カナダ         | 2008年10月30日 |
| アメリカ合衆国             | 2008年12月16日 |
| イギリス、アイルランド     | 2009年3月30日  |

| 先代 フロー・ライダー「ライト・ラウンド」 | アメリカ合衆国 Billboard Hot 100 第1位 2009年4月11日付 | 次代 ブラック・アイド・ピーズ「ブン・ブン・パウ」 |